# Dolph Ziggler
Nicholas Theodore "Nic" Nemeth (Cleveland, 27 de julho de 1980), mais conhecido como Dolph Ziggler, é um lutador de luta profissional estadunidense, atualmente ele luta na TNA Wrestling, sob o ring name Nic Nemeth.
O mesmo também trabalha com comédia.
Nemeth foi contratado pela WWE em 2004, lutando no território de desenvolvimento Ohio Valley Wrestling (OVW). Ele foi promovido à divisão Raw em 2005 como ajudante de Kerwin White. Ele retornou a OVW, onde uniu-se ao grupo Spirit Squad. Eles estrearam no Raw em janeiro de 2006, conquistando o Campeonato Mundial de Duplas antes de retornarem a OVW em novembro.
Em setembro de 2007, Nemeth foi transferido para a Florida Championship Wrestling (FCW), onde formou uma dupla com Brad Allen. Juntos, eles conquistaram o Campeonato Floridense de Duplas da FCW uma vez, e Nemeth conquistou o título mais tarde com Gavin Spears. Ele voltou ao RAW como Ziggler em setembro de 2008, sendo transferido para a divisão SmackDown em abril do ano seguinte. Em julho, ele ganhou o Campeonato Intercontinental. Ele perdeu o título em janeiro de 2011. Ele ganhou e perdeu o Campeonato Mundial dos Pesos-Pesados em 15 de fevereiro de 2011. Em março daquele ano, ele retornou ao Raw, vencendo o Campeonato dos Estados Unidos pela primeira vez três meses depois. Ele ganhou seu segundo Campeonato Mundial dos Pesos-Pesados no início de 2013. No Survivor Series 2014 teve uma atuação fenomenal, eliminando Rusev, Kane, Luke Harper e Seth Rollins, dando a vitória ao Time Cena e tirando a autoridade (Triple H e Stephanie McMahon) do poder.

## Carreira na luta amadora
Nemeth estudou na St. Edward High School em Lakewood, Ohio, onde praticou luta greco-romana, sendo o recordista de pins na escola, com 82. Na St. Edward, ele foi parceiro de time de Gray Maynard e Andy Hrovat. Durante a época em que Nemeth participou do time, este venceu os Campeonatos Nacionais em duas ocasiões.
Na Universidade de Kent, Nemeth se tornou o recordista de vitórias na história do time da universidade. O recorde foi vencido em 2006 e, em 2010, ele possuía o segundo maior número de vitórias da história da universidade. Ele possuiu 121 vitórias entre 2000 e 2003. Ele foi três vezes campeão da Conferência All-Mid-American, vencendo o torneio de 165 lb (74,8 kg) em 2000, 2002 e 2003, e, até 2010, era o único atleta da Universidade de Kent a vencer três campeonatos de luta amadora.

## Carreira na luta profissional

### World Wrestling Entertainment / WWE (2004—2023)

#### Ohio Valley Wrestling (2004—2005)
Nemeth foi contratado pela World Wrestling Entertainment (WWE) em 2004. Ele foi mandado para o território de desenvolvimento Ohio Valley Wrestling (OVW), estreando como "Nick Nemeth". Ele manteve uma rivalidade com Paul Burchill e foi um desafiante, sem sucesso, pelo Campeonato Televisivo da OVW, perdendo uma luta pelo título para o então-campeão Ken Doane em 12 de agosto de 2005.
Nemeth foi promovido para o elenco do Raw logo depois, fazendo sua estreia televisiva no Sunday Night Heat em 19 de setembro de 2005, como o assistente do rico golfista Kerwin White, sendo seu cádi. Sua primeira luta aconteceu no Sunday Night Heat, quando se aliou a White para enfrentar Shelton Benjamin e Matt Striker. Após a morte de Eddie Guerrero, Chavo Guerrero abandonou o personagem de "Kerwin White" e Nemeth como assistente. Após alguns meses em combates não-televisionados, Nemeth foi mandado de volta para a OVW.

#### Spirit Squad (2005—2006)

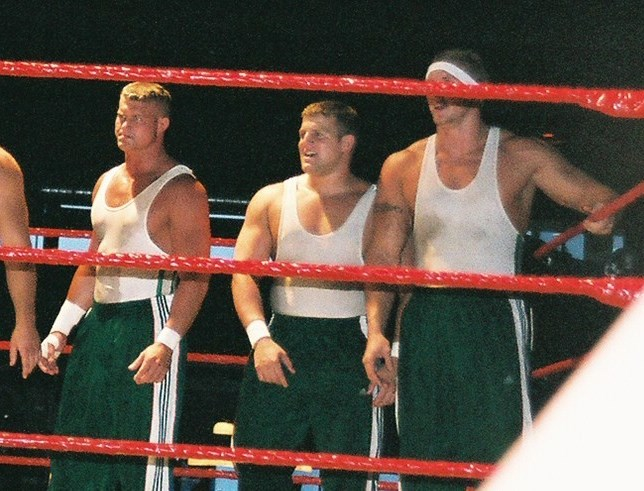
Nemeth (esquerda) como Nicky, com Kenny (direita) e Johnny (centro) no Spirit Squad.

Nemeth se tornou parte da facção Spirit Squad, um grupo de cinco líderes de torcida masculinos, adotando o nome de Nicky na OVW durante o fim de 2005. Os membros da Spirit Squad treinaram com líderes de torcida e ginastas reais para garantir que seus personagens fossem incríveis. Em 23 de janeiro de 2006, o grupo estreou na WWE, aparecendo no Raw e ajudando Jonathan Coachman a vencer sua luta qualificatória para o Royal Rumble contra Jerry "The King" Lawler ao distrair Lawler. Eles se envolveram na rivalidade entre Vince McMahon e Shawn Michaels. O vilão McMahon contratou o Spirit Squad para atacar Michaels em diversas ocasiões, incluindo diversas lutas desiguais.
Eles também lutaram na divisão de duplas e, no Raw de 3 de abril, ganharam o Campeonato Mundial de Duplas quando Kenny e Mikey, com interferência dos outros membros do grupo, derrotaram Big Show e Kane. Após vencer o título, os cinco membros do grupo passaram a ser reconhecidos como campeões, com qualquer dupla formada por membros do Spirit Squad podendo defender o título.
Em maio, McMahon marcou uma nova luta desigual, com Spirit Squad enfrentando Michaels. A luta nunca aconteceu, no entanto; Spirit Squad atacou Michaels e, na história, quebrou seu tornozelo com uma cadeira. McMahon levou Triple H ao ringue para atacar Michaels com uma marreta. Triple H sentiu que Spirit Squad o havia desrespeitado, os atacando. Isso fez com que Triple H e Michaels reformassem a D-Generation X (DX), começando uma rivalidade com Spirit Squad. DX praticou diversas pegadinhas no Squad e nos McMahons, também os derrotando em lutas no Vengeance e em uma luta de eliminação no Saturday Night's Main Event.
Ao mesmo tempo em que rivalizavam com DX, o Squad também lutou na divisão de duplas do Raw, defendendo o Campeonato Mundial de Duplas contra times como Jim Duggan e Eugene, Charlie Haas e Viscera, e Snitsky e Val Venis. Eles começaram uma longa rivalidade com os The Highlanders, quem derrotaram para manter o título no Unforgiven, em setembro. O Squad começou uma série de derrotas, com os membros sendo derrotados por Ric Flair em episódios consecutivos, até que Kenny conseguiu derrotar Flair no Raw de 23 de outubro. Foi anunciando, então, que Flair e uma Lenda da WWE escolhida por voto popular seriam os desafiantes pelo título do grupo no Cyber Sunday. Os fãs escolheram Roddy Piper que, com Flair, derrotou Kenny e Mikey para ganhar o título.
O grupo se separou no Raw de 27 de novembro, quando foram derrotados em uma luta 5-contra-3 por DX e Flair. Em um segmento nos bastidores na mesma noite, DX prendeu os cinco em um caixote com uma marca de "OVW, Louisville, Kentucky", referência ao território de desenvolvimento de onde eles vieram.

#### Territórios de desenvolvimento e Raw (2007—2009)

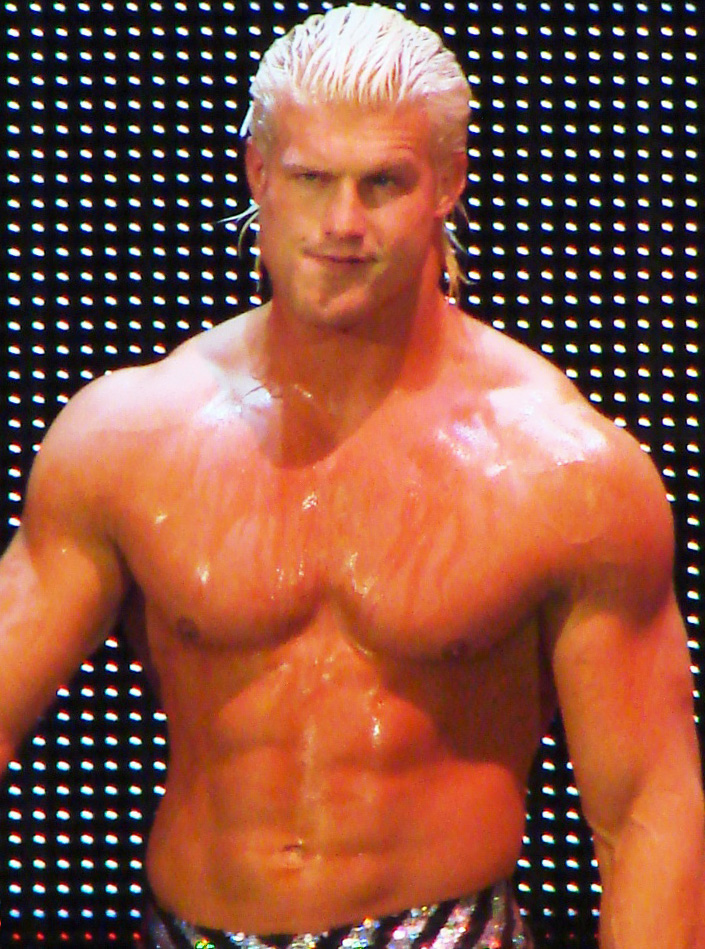
Ziggler em setembro de 2008.

Nemeth retornou a OVW nas gravações de 17 de janeiro de 2007, usando o nome Nick Nemeth, com Mike Mondo, o Mikey do Spirit Squad, como o "Frat Pack". Os dois aliaram-se a Mike Kruel em uma luta contra Seth Skyfire, Shawn Spears e Cody Runnels. A dupla acabaria em 2007. Nemeth passou a competir em diversas lutas não-televisionadas antes das gravações da OVW, enfrentando lutadores como Chris Cage, Bradley Jay e Jake Hager, antes de reformar a dupla com Mondo em agosto.
No fim de agosto, Nemeth e Mike Mondo foram transferidos para a Florida Championship Wrestling (FCW) e em sua estreia, Nemeth ganhou o apelido de "The Natural", derrotando Hade Vansen. Em novembro de 2007, Nemeth ganhou Big Rob como seu manager, por pouco tempo. No início de 2008, Nemeth mudou seu nome para "Nic Nemeth" e aliou-se a Brad Allen, com Taryn Terrell como valet. O trio passou a interpretar membros de uma fraternidade. Em 22 de março, Nemeth e Allen ganharam o Campeonato Floridense de Duplas da FCW ao derrotar Eddie Colón e Eric Pérez, mas perderam o título para eles em 15 de abril. Durante abril e maio de 2008, Nemeth participou de diversas lutas não-televisionadas antes do Raw, sendo derrotado por lutadores como Kofi Kingston e Ron Killings em várias ocasiões. Ele retornou ao nome de "Nic Nemeth", aliando-se a Gavin Spears. Os dois derrotaram Colón e Pérez pelo Campeonato Floridense de Duplas da FCW em 16 de agosto, mas perderam para Heath Miller e Joe Hennig menos de um mês mais tarde.
Em 15 de setembro de 2008, Nemeth reestreou no Raw, apresentando-se nos bastidores como "Dolph Ziggler". Em 10 de outubro de 2008, Nemeth foi suspenso por 30 dias após violar a política antidrogas da WWE pela primeira vez. Ele retornou ao Raw em 17 de novembro, em um segmento nos bastidores com Rey Mysterio e Shawn Michaels. Em sua primeira luta no Raw como Ziggler, ele foi derrotado por Batista em 1 de dezembro. Na semana seguinte, ele conquistou sua primeira vitória ao derrotar R-Truth por contagem. No Raw da semana seguinte, ele derrotou Charlie Haas, sua primeira vitória por pinfall.

#### Campeão Intercontinental e Mundial dos Pesos-Pesados (2009—2011)

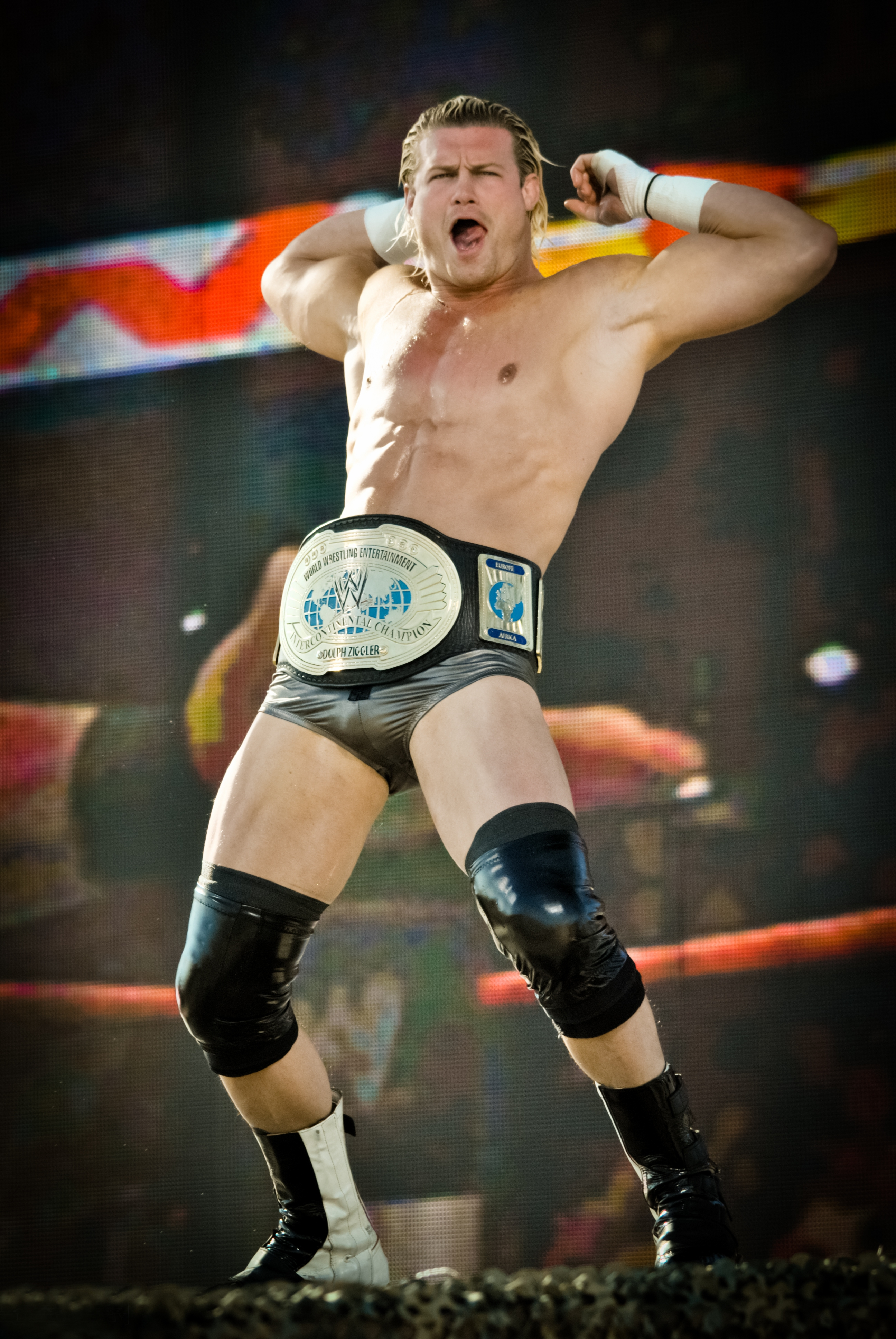
Ziggler como Campeão Intercontinental em dezembro de 2010.

Em 15 de abril de 2009, Ziggler foi transferido para o SmackDown como parte do Draft Suplementar de 2009. Ele fez sua estreia no SmackDown de 17 de abril, derrotando o Campeão dos Estados Unidos, Montel Vontavious Porter (MVP). Na semana seguinte, ele desafiou MVP pelo título. No SmackDown de 1 de maio, ele foi derrotado por Porter em uma luta pelo título. Ziggler começou uma rivalidade com The Great Khali, sendo derrotado por desqualificação ao atacá-lo com uma cadeira durante uma luta. Como resultado, Khali passou a interferir nas lutas de Ziggler para impedir que ele trapaceasse. Nas semanas seguintes, Ziggler derrotou Khali por contagem e desqualificação, após fazer parecer que Khali havia usado uma cadeira contra ele. No The Bash, Ziggler derrotou Khali após interferência de Kane.
Ziggler começou um relacionamento (na história) com a WWE Diva Maria, que se tornou sua valet. Simultaneamente, ele começou uma rivalidade com o Campeão Intercontinental Rey Mysterio, que derrotou Ziggler no Night of Champions e no SummerSlam para manter o título. Em setembro, Mysterio perdeu o Campeonato Intercontinental para John Morrison, e Ziggler começou com este uma rivalidade, sendo derrotado no Hell in a Cell. No SmackDown seguinte, Ziggler terminou seu relacionamento com Maria após ela lhe custar uma luta com Morrison. No SmackDown de 26 de fevereiro de 2010, ele derrotou Morrison e R-Truth para se qualificar para a luta Money in the Bank do WrestleMania XXVI, luta que não venceria.
Em junho, ele começou um romance Vickie Guerrero, que passou a acompanhá-lo para suas lutas. No SmackDown de 9 de julho, Ziggler derrotou Chavo Guerrero e Montel Vontavious Porter para se qualificar para a luta Money in the Bank do SmackDown no evento Money in the Bank, onde novamente falhou em vencer a luta. Nas gravações do SmackDown em 28 de julho, Ziggler derrotou Kofi Kingston para conquistar o Campeonato Intercontinental pela primeira vez. Em sua primeira defesa de título, no SummerSlam, ele manteve o título em uma luta contra Kingston após a luta acabar em empate após um ataque de The Nexus. Ziggler manteve o título em uma luta contra Kingston no Night of Champions e Kaval no Survivor Series.
Em novembro de 2010, Ziggler foi anunciado como um WWE Pro da quarta temporada do NXT, com Jacob Novak como seu pupilo ("Rookie"). No Tables, Ladders & Chairs, Ziggler participou de uma luta de escadas, defendendo o título Intercontinental contra Kingston e Jack Swagger. No NXT de 4 de janeiro de 2011, Ziggler venceu uma battle royal, conquistando o direito de escolher um novo discípulo, escolhendo Byron Saxton. Seu pupilo original, Novak, foi eliminado da competição na mesma noite.
Nas gravações do SmackDown de 4 de janeiro, Ziggler perdeu o Campeonato Intercontinental para Kingston após um reinado de cinco meses. Na mesma noite, ele derrotou Cody Rhodes, Drew McIntyre e Big Show para se tornar desafiante pelo Campeonato Mundial dos Pesos-Pesados. Ziggler recebeu sua luta no Royal Rumble contra o campeão Edge, sendo derrotado. Em 4 de fevereiro, Guerrero, que era a Gerente Geral Atuante do SmackDown, baniu o Spear, movimento de finalização de Edge e, se Edge usasse o movimento, o título seria dado a Ziggler. Enquanto isso, Byron Saxton também foi eliminado do NXT. No SmackDown de 11 de fevereiro, Ziggler recebeu uma revanche pelo título, sendo derrotado após Edge usar o Spear. No Raw de 14 de fevereiro, Guerrero anunciou que Edge havia perdido o título por ter usado um movimento ilegal. Com isso, Ziggler seria o novo campeão. No SmackDown de 18 de fevereiro, Guerrero demitiu Edge, dizendo que ele havia atacado Theodore Long semanas antes, dando o título para Ziggler mais tarde naquela noite. Long retornou durante a cerimônia, quando foi revelado que Ziggler havia atacado Long, que recontratou Edge e lhe deu uma revanche pelo título. Edge derrotou Ziggler para reconquistar o Campeonato Mundial dos Pesos-Pesados. O primeiro reinado de Ziggler durou apenas 11 minutos e 23 segundos. Após a luta, Long demitiu Ziggler (na história).

#### Campeão dos Estados Unidos (2011—2012)

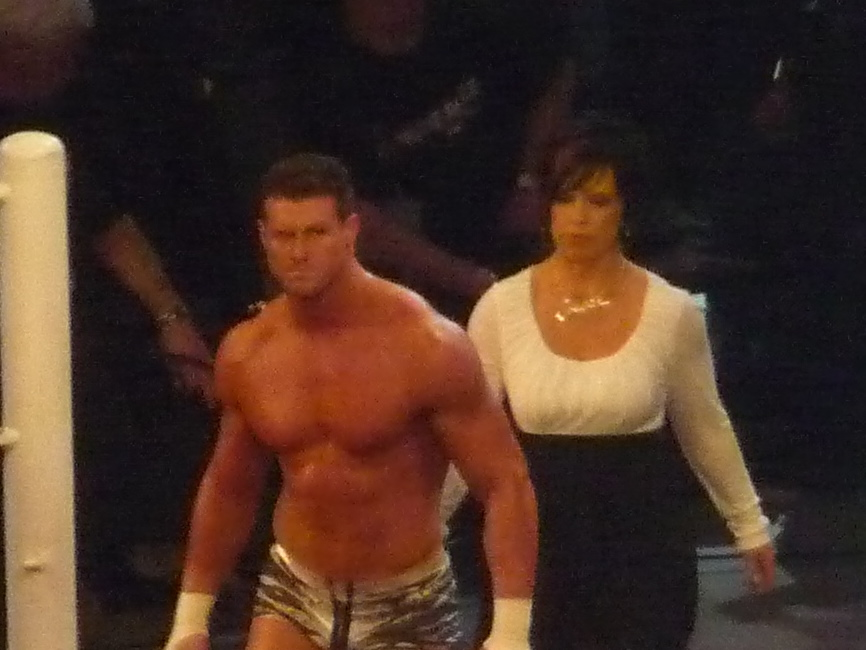
Ziggler (esquerda), com seu novo visual e valet Vickie Guerrero em abril de 2011.

No Raw de 7 de março, Ziggler foi introduzido como o novo membro do elenco do programa, derrotando John Morrison. Ele estava acompanhado por Guerrero, que também havia sido demitida do SmackDown, mas foi forçada a ganhar seu lugar na lista Raw. Ziggler, com Guerrero, e LayCool mantiveram uma rivalidade com Morrison, Trish Stratus e Snooki, o que culminou em uma luta entre eles no WrestleMania XXVII, com o time de Ziggler sendo derrotado. No Raw de 18 de abril, Vickie introduziu o "novo e melhorado" Dolph Ziggler, com curtos cabelos castanhos. Em seguida, ele derrotou Evan Bourne. No Raw de 23 de maio, ele já havia tingido seu cabelo novamente.
Ziggler derrotou o Campeão dos Estados Unidos Kofi Kingston no Raw de 30 de maio, o que os levou a uma luta pelo título no WWE Capitol Punishment, com Ziggler conquistando o título. Eles se enfrentaram novamente em uma luta de duas quedas no Raw da noite seguinte, com Kofi vencendo por desqualificação e Ziggler mantendo o título. Após Jack Swagger sugerir a Guerrero que ela deveria tornar-se sua valet, Ziggler sugeriu alguma tensão com Swagger. Isto, com a rivalidade entre Ziggler e Alex Riley, levou Ziggler a defender seu título contra Swagger, Riley e John Morrison no Night of Champions.

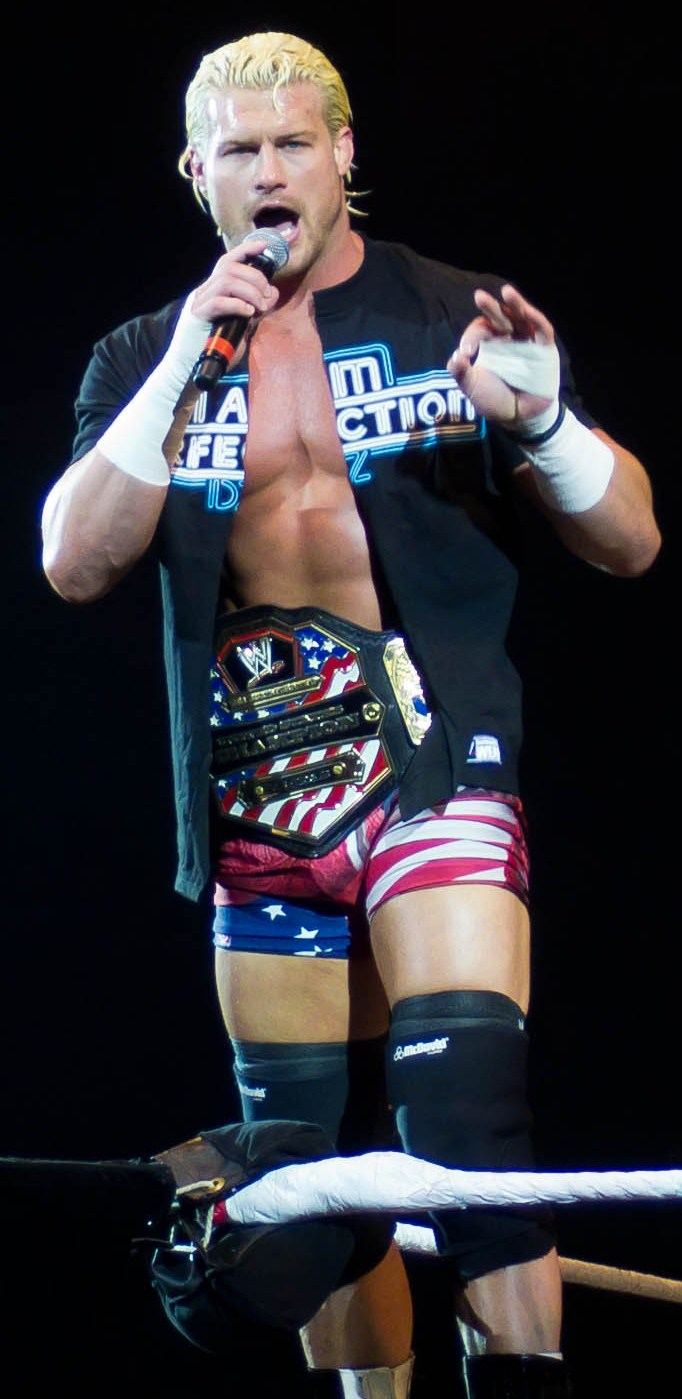
Ziggler como Campeão dos Estados Unidos em novembro de 2011.

No Raw de 19 de setembro, Ziggler foi derrotado por Zack Ryder após um soco de Hugh Jackman. Mesmo com Ziggler afirmando ter quebrado seu queixo devido ao soco, a lesão foi falsa. Na mesma noite, Guerrero passou oficialmente a acompanhar Swagger ao ringue para suas lutas e Swagger passou a interferir em lutas de Ziggler a seu favor. Ziggler e Swagger foram derrotados por Air Boom em lutas pelo Campeonato de Duplas da WWE no Hell in a Cell e no Vengeance, com Ziggler também defendendo o Campeonato dos Estados Unidos contra Ryder. Ele também defenderia o título contra Morrison no Survivor Series. No Tables, Ladders & Chairs, Ziggler perdeu seu título para Ryder.
No Raw de 26 de dezembro, Ziggler derrotou o Campeão da WWE CM Punk após interferência de John Laurinaitis. No Raw seguinte, Ziggler derrotou Punk por contagem após uma nova interferência de Laurinaitis; como resultado, Ziggler não conquistou o título. No 2012 Royal Rumble, Ziggler foi derrotado por Punk. No Elimination Chamber, Ziggler novamente não conquistou o título, ao ser eliminado da Elimination Chamber por Chris Jericho. Nemeth, em entrevista a Arda Ocal na The Score Television Network, afirmou que a Elimination Chamber o deixou com diversas lesões e que era sua luta menos preferida.
No Raw de 27 de fevereiro, Ziggler e Swagger foram derrotados por Primo e Epico pelo título de duplas em um combate também envolvendo Kofi Kingston e R-Truth. No Raw de 19 de março, Ziggler e Swagger anunciaram como sendo membros do time de John Laurinaitis na luta de sextetos no WrestleMania XXVIII. No Raw de 2 de abril, Ziggler e Swagger foram derrotados por Santino Marella em uma luta pelo Campeonato dos Estados Unidos. Após a luta, Ziggler começou uma rivalidade com Brodus Clay, que o atacou após ele e Swagger tentarem atacar Marella. No Raw seguinte, Ziggler e Swagger foram derrotados por Clay e Marella. Nas semanas seguintes, Ziggler e Swagger foram derrotados por Clay e Hornswoggle em combates individuais e em duplas. No Extreme Rules, Ziggler foi novamente derrotado por Clay. Em maio, Ziggler e Swagger foram derrotados por Kofi Kingston e R-Truth pelo título de duplas, inicialmente no Over the Limit e novamente no Raw de 28 de maio, resultando em Ziggler sinalizando que queria deixar Guerrero e Swagger.
No Raw de 11 de junho, Ziggler derrotou The Great Khali, Swagger e Christian em uma luta de eliminação para se tornar o desafiante pelo Campeonato Mundial dos Pesos-Pesados, mas perdeu sua luta pelo título para o campeão Sheamus no No Way Out. No Raw seguinte, Guerrero, cansada das disputas entre Ziggler e Swagger, fez com que os dois se enfrentassem pela sua afeição; Ziggler venceu o combate. Ziggler recebeu outra chance pelo título no SmackDown de 29 de junho, mas foi derrotado em um combate que também envolveu Sheamus e Alberto Del Rio.

#### Mr. Money in the Bank, Campeão Mundial dos Pesos-Pesados e concussões (2012—2014)

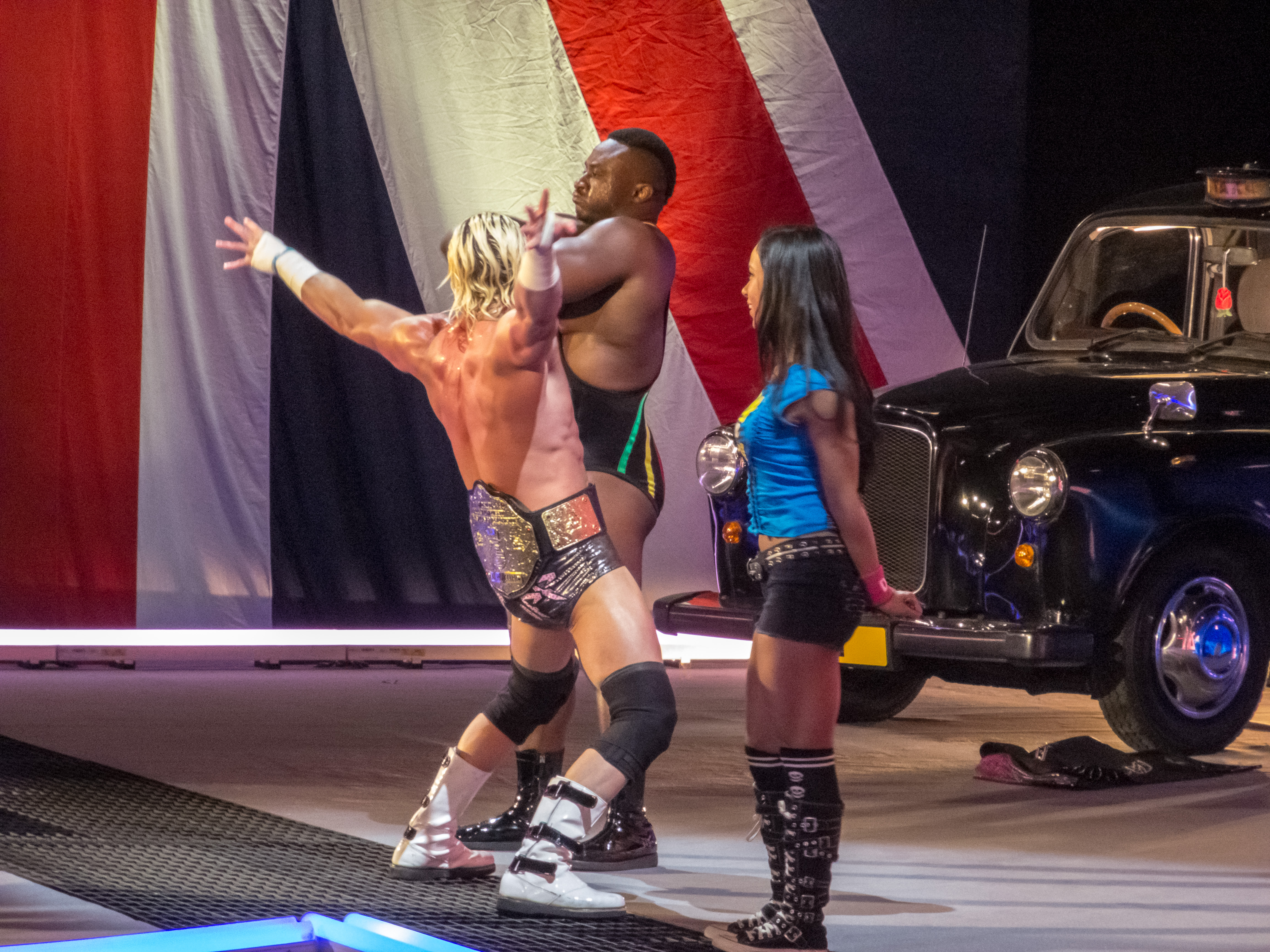
Dolph Ziggler com AJ Lee e Big E Langston.

No SmackDown de 3 de julho, Ziggler derrotou Alex Riley para se qualificar para a luta Money in the Bank por uma chance pelo Campeonato Mundial dos Pesos-Pesados. Em 13 de julho, Ziggler, Zack Ryder e Justin Roberts se envolveram em um acidente de carro em San Diego enquanto se dirigiam para a Comic-Con; nenhum deles se feriu gravemente. Dois dias depois, no evento Money in the Bank, Ziggler derrotou Christian, Cody Rhodes, Damien Sandow, Santino Marella, Sin Cara, Tensai e Tyson Kidd para conquistar a maleta com um contrato que lhe garantia uma luta pelo Campeonato Mundial dos Pesos-Pesados no ano seguinte. Na mesma noite, Ziggler atentou usar seu contrato em Sheamus após este ser atacado por Alberto Del Rio após uma luta, mas Del Rio impediu que ele o fizesse. No SmackDown seguinte, Ziggler novamente tentou usar o contrato contra Sheamus após uma luta de duplas com Alberto Del Rio, mas foi impedido por Rey Mysterio e Sheamus. Neste período, Ziggler começou uma rivalidade com Chris Jericho, após afirmar que ele era mais fraco do que antes, o que resultou em Jericho o atacando em duas ocasiões, e o derrotando no SummerSlam. Na noite após o SummerSlam, Ziggler derrotou Jericho em uma revanche; como estipulado anteriormente, Ziggler manteve seu contrato de Money in the Bank e Jericho foi demitido. Após isto, Ziggler começou uma rivalidade com Randy Orton no SmackDown quatro dias depois, após Orton lhe aplicar um RKO quando ele tentava usar seu contrato em Sheamus. No SmackDown seguinte, Ziggler foi derrotado por Orton. No três Raw três dias depois, Ziggler derrotou Orton. Ziggler e Orton se enfrentaram novamente no Night of Champions, com o primeiro sendo derrotado novamente. No Survivor Series, Ziggler capitaneou um time de cinco lutadores contra o time de Mick Foley em uma luta de eliminação. Ziggler venceu a luta após eliminar Orton e ser o único remanescente de seu time.
Ziggler começou uma rivalidade com John Cena, aliando-se a Vickie Guerrero para ajudar a difamar Cena e AJ Lee, alegando um relacionamento entre os dois. No TLC: Tables, Ladders & Chairs, Ziggler manteve sua maleta Money in the Bank após vencer uma luta de escadas contra Cena, com AJ interferindo e traindo Cena. No Raw da noite seguinte, AJ beijou Ziggler, que tentava separar uma briga entre ela e Guerrero. Ziggler tentou usar seu contrato contra Big Show após este ser atacado por Sheamus, mas foi impedido por Cena. Depois, Ziggler aliou-se a AJ para enfrentar Cena e Guerrero. No entanto, a luta acabou em desqualificação após o estreante Big E Langston atacar Cena, aliando-se a Dolph e AJ. Ziggler encerrou sua rivalidade com Cena após ser derrotado por ele no Raw de 7 de janeiro de 2013 e em uma luta em uma jaula na semana seguinte. No Raw de 21 de janeiro, Ziggler venceu um desafio Beat the Clock, podendo escolher em qual posição (#1 ou #2) ele poderia entrar na luta Royal Rumble. Seis dias depois, no Royal Rumble, Ziggler entrou como #1, durante quase 50 minutos no combate antes de ser eliminado por Sheamus. No Raw da noite seguinte, Ziggler e o retornante Chris Jericho foram forçados a enfrentar Team Hell No (Daniel Bryan e Kane). No Raw de 18 de fevereiro, Ziggler foi derrotado pelo Campeão Mundial dos Pesos-Pesados Alberto Del Rio. Após a luta, Langston atacou Del Rio e Ricardo Rodriguez impediu que Ziggler usasse seu contrato, roubando a maleta de Money in the Bank. Após derrotar Daniel Bryan e Kane em lutas individuais por interferência de Langston, Ziggler e Langston receberam uma luta pelo Campeonato de Duplas da WWE. A luta aconteceu no WrestleMania 29, com Dolph e Langston sendo derrotados.
No Raw da noite seguinte, Ziggler usou seu contrato contra Alberto Del Rio, o derrotando e conquistando o Campeonato Mundial dos Pesos-Pesados pela segunda vez. Após vencer o título, Ziggler começaria uma rivalidade com Del Rio e Swagger. Ziggler originalmente enfrentaria Del Rio e Swagger em uma luta de escadas pelo título no Extreme Rules, mas sofreu uma concussão nas gravações de um SmackDown, sendo retirado da luta. No WWE Payback, Ziggler perdeu o título de volta para Del Rio. Em sua revanche no Money in the Bank, Ziggler foi derrotado por desqualificação após AJ atacar Del Rio. No Raw do dia seguinte, Ziggler terminou seu relacionamento com AJ. Mais tarde, AJ tocou o sino durante uma revanche entre Ziggler e Del Rio, distraindo Dolph e permitindo que Del Rio mantivesse o título. Após o combate, AJ e Big E Langston atacaram Ziggler. No SummerSlam, Ziggler e Kaitlyn derrotaram AJ e Langston. Após o SummerSlam, Ziggler começou uma rivalidade com o Campeão dos Estados Unidos Dean Ambrose, por quem foi derrotado no Night of Champions. No Raw da noite seguinte, Ziggler derrotou Ambrose, novamente se tornando o desafiante pelo título. No Main Event de 16 de outubro, Ziggler foi novamente derrotado por Ambrose em uma luta pelo título. No Raw de 4 de novembro, Ziggler derrotou o Campeão Intercontinental Curtis Axel. No Raw da semana seguinte, Ziggler foi derrotado por Axel em uma luta pelo título. Após uma série de lutas hardcore contra Damien Sandow, Ziggler foi derrotado por ele no Raw de 2 de novembro. Pela vitória, Sandow se tornou o desafiante de Big E Langston pelo Campeonato Intercontinental no TLC: Tables, Ladders & Chairs. Nas gravações do WWE Superstars em 6 de janeiro de 2014, Ziggler sofreu uma nova concussão durante uma luta contra Ryback, retornando durante o Royal Rumble. No Summerslam, Dolph Ziggler enfrentou The Miz pelo Título Intercontinental, vencendo o título pela segunda vez. Ele manteve o Título até o Night of Champions, perdendo para The Miz, mas recuperou no RAW seguinte, no dia 22 de setembro de 2014. Ziggler foi forçado pela Autoridade a defender o Título contra Luke Harper, no RAW de 17 de Novembro de 2014, recuperando-o no TLC. No RAW do dia 5 de janeiro de 2015, Ziggler teve de defender seu Título contra Bad News Barrett, perdendo a luta e sendo demitido pela Autoridade por ter se unido com John Cena no Survivor Series e tirá-los do poder, junto com Ryback e Erick Rowan. No RAW do dia 19 de janeiro de 2015, John Cena ganhou uma Handicap match contra Big Show, Kane e Seth Rollins, assim trazendo de volta Ziggler e seus companheiros. No Smackdown do dia 22 de janeiro, Ziggler lutou uma classificatória para o Royal Rumble Match contra o campeão Intercontinental Bad News Barrett. No Royal Rumble, "The Show-Off" entrou na posição de número 30.Foi eliminado logo após um KO Punch de Big Show,que o colocou para fora com a ajuda do "Big Red Monster" Kane. No Raw dia 2 de fevereiro, Ziggler lutou contra Bray Wyatt, e foi derrotado. No Smackdown,  Ziggler e Ryback lutaram contra Gold & Stardust, luta que eles venceram após Stardust deixar Goldust, assim Ziggler aplicou um superkick, e Ryback um Shell Shocked, para obter a vitória. No Raw 9 de fevereiro, Ziggler lutou de novo contra Bray Wyatt, e foi novamente derrotado. No evento seguinte Ziggler combateu Seth Rollins e saiu vitorioso após aplicar um Zig-zag e ser atacado pelos seguranças do Mr. Money in the Bank. Os dois voltaram a se enfrentar, mas agora com vitória de Rollins após um Curb Stomp.

#### Campeão Intercontinental (2016)
No Draft de julho de 2016, Dolph Ziggler foi para o Smackdown. No Smackdown Live de 26 de julho, Dolph venceu uma six-pack challenge, contra John Cena, Apollo Crews, AJ Styles, Baron Corbin e Bray Wyatt ganhando uma chance pelo Título da WWE contra Dean Ambrose no Summerslam, saindo derrotado desta feita. Ziggler se envolveu numa rivalidade com o Campeão Intercontinental, The Miz. Os dois lutaram no Backlash, onde na luta, Maryse espirrou algo nos olhos de Ziggler, o impedindo de conquistar o Título. Ziggler desafiou The Miz para o No Mercy, colocando sua própria carreira em jogo pelo Título. Ziggler venceu The Miz no No Mercy, conquistando o Título Intercontinental pela sua quinta vez. Dolph perdeu o Título para The Miz no Smackdown 900, mais uma vez com a ajuda de Maryse, que durante o roll-up aplicado por Dolph Ziggler, ela empurrou The Miz, fazendo este ficar por cime, vencendo o Título por pinfall.

### Total Nonstop Action Wrestling (2024—presente)
Nemeth fez sua estreia na Total Nonstop Action Wrestling (TNA) no Hard To Kill PPV em 13 de janeiro de 2024, enfrentando o novo Campeão Mundial da TNA Moose.  Nemeth atingiu Moose com a Danger Zone (anteriormente conhecida como Zig Zag) antes de fugir do ringue e comemorar com a multidão. Na semana seguinte, Nemeth apareceu pela primeira vez no TNA Impact!. Ele foi interrompido por Steve Maclin, com os dois eventualmente dando socos e estabelecendo a primeira rivalidade de Nemeth na TNA. No Sacrifice, Nemeth derrotou Maclin. Em 20 de abril no Rebellion, Nemeth desafiou Moose pelo TNA World Championship, sem sucesso.

## Outras mídias
Nemeth apareceu em um episódio de Deal or No Deal em 3 de novembro de 2009, com Maria Kanellis e Eve Torres. Ele também apareceu no Lopez Tonight em 9 de agosto de 2010. Nemeth participou em um episódio de 2011 de Silent Library com Chris Masters, Trent Barreta, JTG, Caylen Croft e Curt Hawkins. Nemeth fez aparições regulares na websérie de Zack Ryder, Z! True Long Island Story, apresentando o segmento 'Ask Z Heel'. A série acabou em 11 de janeiro de 2013.
Em 1 de fevereiro de 2012, Nemeth passou a apresentar o WWE Download no canal oficial da WWE no YouTube. Em cada episódio, Ziggler revisava vídeos virais e da WWE. Um novo episódio foi exibido toda segunda-feira, até o fim do programa, em 28 de janeiro de 2013.

## Vida pessoal
Nemeth é fã de luta profissional desde os cinco anos de idade, quando foi a um evento no Richfield Coliseum, decidindo se tornar um lutador aos 12 anos. Seu irmão mais novo, Ryan, também é um lutador profissional, tendo trabalhado para a WWE no NXT sob o nome Briley Pierce. Nemeth se formou na Universidade de Kent, em ciência política. Antes de ser testado na WWE, ele morava em Phoenix, Arizona, e havia sido aceito na faculdade de direito da Universidade do Estado do Arizona, onde começaria seu primeiro semestre. Ele é bom amigo dos antigos membros do Spirit Squad, especialmente Michael Brendli, com quem morou na Flórida em 2008. Desde então, ele voltou a morar em Phoenix. Nemeth é fluente em língua dos sinais. Nemeth revelou no podcast de Colt Cabana, Art of Wrestling Podcast, que ele escolheu o nome "Dolph" por ser de seu bisavô e que um amigo sugeriu o sobrenome "Ziggler".
Nemeth se relacionou com a WWE Diva Nikki Bella, e a comediante Amy Schumer, que revelou no The Howard Stern Show que ele era atlético demais sexualmente.

## No wrestling

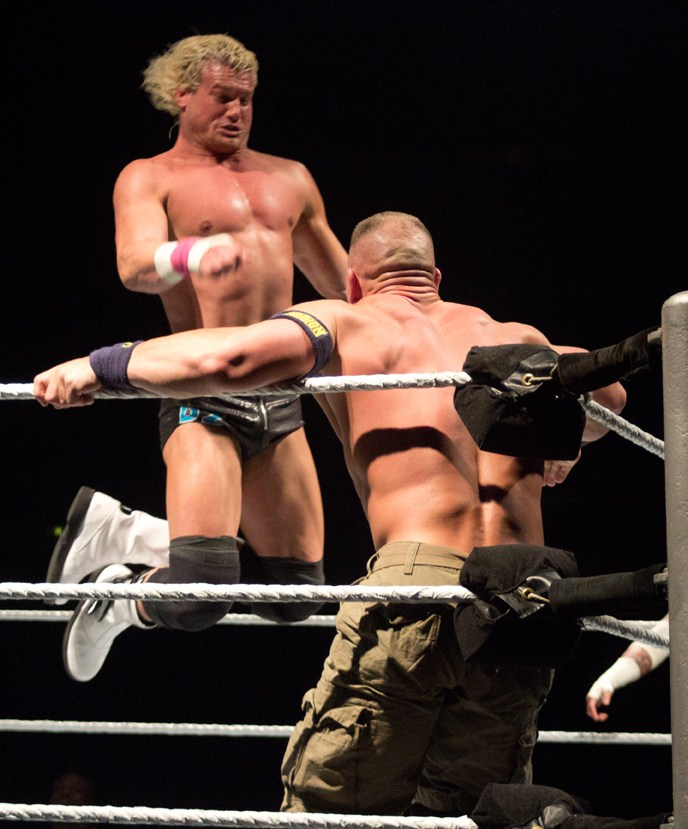
Ziggler aplicando um stinger splash em John Cena.

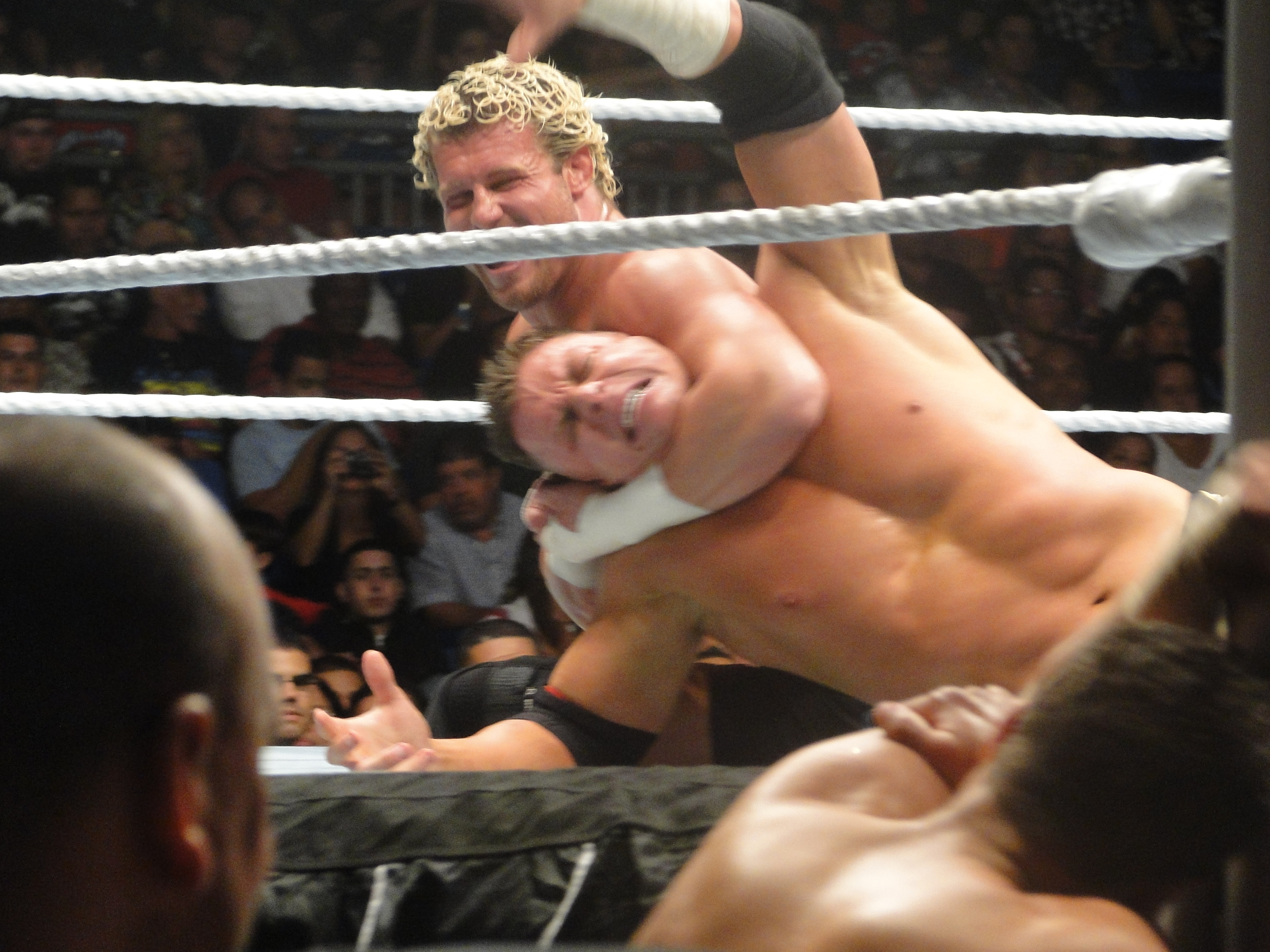
Ziggler aplicando um headlock em Alex Riley.

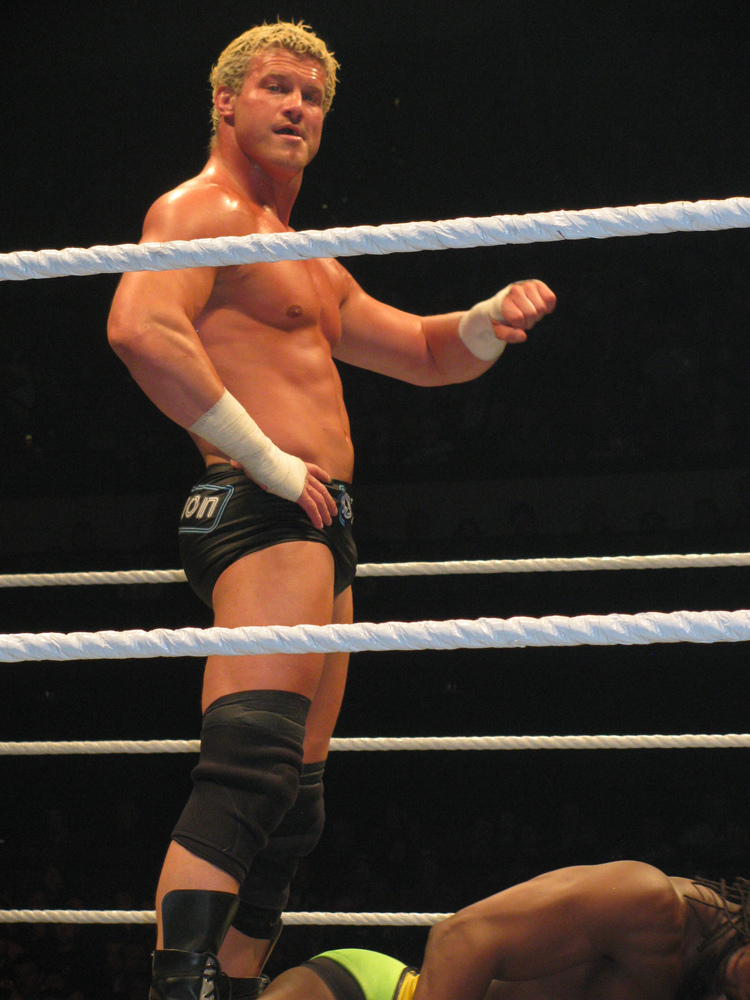
Dolph Ziggler zombando de Kofi Kingston em um evento do WWE Raw.

- Movimentos de finalização
- Zig Zag[172] (Jumping reverse bulldog)[172][173][174] – 2009–presente
  - Blonde Ambition (Jumping reverse STO)[175] – FCW
  - Sleeper hold, às vezes com bodyscissors[176][177][178] – 2010–2012; usado regularmente subsequentemente
    - Superkick (2012-Presente)
- Movimentos secundários
- Jumping DDT[113][179]
  - Dropkick[172][180]
    - Famouser (Leg drop bulldog)[181][182] - adotada de Billy Gunn - 2011 - presente
      - Fireman's carry takeover[183][184]

  - Headlock,[185][186] às vezes enquanto "planta bananeira"[187][188]
  - Jumping elbow drop,[172][181][183] às vezes seguidos de uma sequência de elbow drops[189]
  - Neckbreaker,[178][183] às vezes swinging[190][191]
  - Neck snap[183][192][193]
  - Scoop powerslam,[180][181] às vezes invertido[181][194][195][196]
  - Shoulder jawbreaker[181][197][198]
  - Sitout facebuster,[199][200] às vezes da corda mais alta[113]
  - Stinger splash[172][201][202]
- Managers
  - Taryn Terrell[1]
  - Big Rob[1]
  - Maria[203]
  - Vickie Guerrero[1]
  - Kaitlyn[204]
  - Jack Swagger[205]
  - AJ Lee[206]
  - Big E Langston
- Lutadores de quem foi manager
  - Kerwin White[2]
  - Vickie Guerrero[207]
  - Jack Swagger[208]
  - Big E Langston[206]
- Alcunhas
  - "The Natural"[2]
  - "The Show-Off"[209]
  - "The #Heel" [210]
  - "Mr. Money in the Bank"[118]
  - "Ziggy"[211] (por AJ Lee)
- Temas de entrada
  - "Never Thought My Life Could Be This Good" por Jim Johnston (19 de setembro de 2005—novembro de 2005; enquanto dupla com Kerwin White)
  - "I Am Perfection" por Cage9 e composta por Jim Johnston (26 de junho de 2009—18 de julho de 2011)[212][213]
  - "I Am Perfection (V2)" por Downstait e composta por Jim Johnston (25 de julho de 2011—20 de novembro de 2011)[214]
  - "Here to Show the World" por Downstait e composta por Jim Johnston (21 de novembro de 2011—presente)[215]

## Títulos e prêmios
- Florida Championship Wrestling

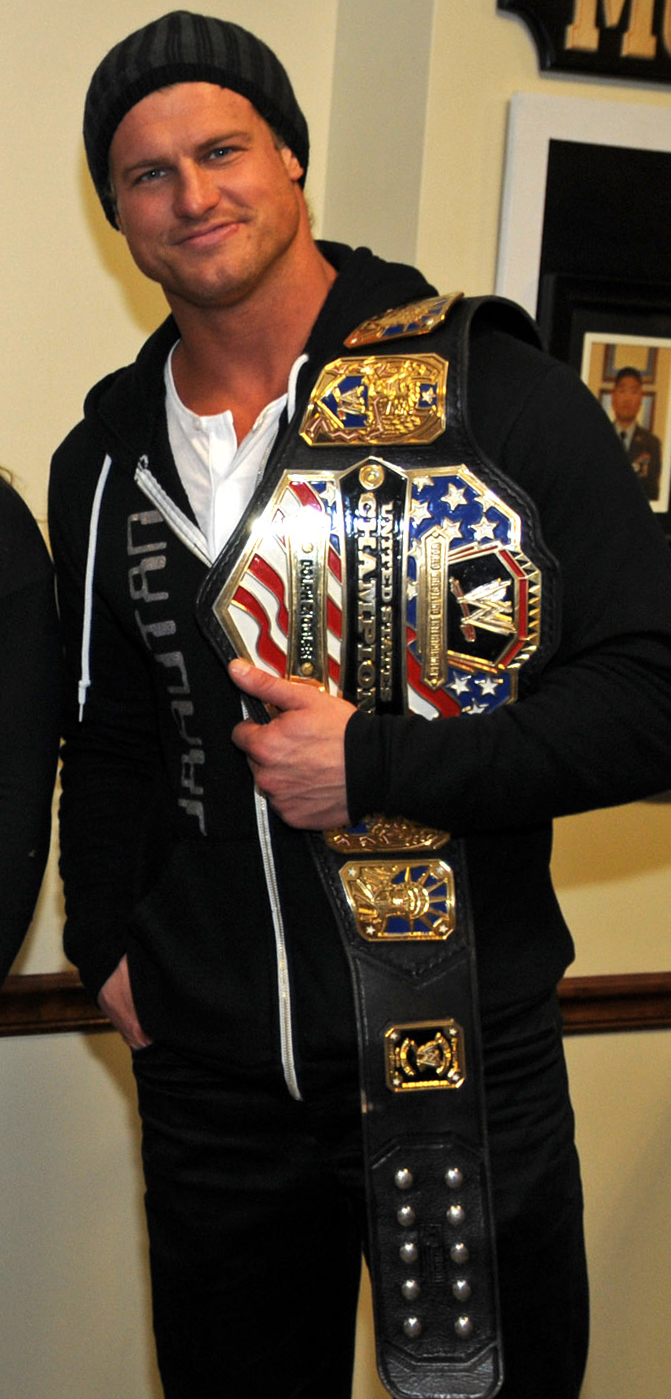
Ziggler como Campeão dos Estados Unidos em 2011.

  - FCW Florida Tag Team Championship (2 vezes) – com Brad Allen (1)[10] e Gavin Spears (1)[41]
- Lucha Libre AAA Worldwide / AAA
  - AAA Mega Championship (1 vez)
- New Japan Pro-Wrestling/ NJPW
  - IWGP Global Heavyweight Championship (1 vez)
- Pro Wrestling Illustrated
  - PWI o colocou na #16ª posição dos 500 melhores lutadores individuais em 2012[216]
- World Wrestling Entertainment / WWE
  - World Heavyweight Championship (2 vezes)[217][218]
  - WWE Intercontinental Championship (6 vezes)[66]
  - WWE United States Championship (2 vezes)[87]
  - WWE Raw Tag Team Championship[219] (2 vezes) - com Drew McIntyre (1) e Robert Roode (1)
  - WWE SmackDown Tag Team Championship (1 vez) - com Robert Roode
  - World Tag Team Championship (1 vez) – com Spirit Squad[15]
  - Mr. Money in the Bank (2012)[118]
  - Vigésimo Segundo Campeão da Tríplice Coroa
  - Décimo Terceiro Campeão Grand Slam
- Wrestling Observer Newsletter
  - Maior Melhora (2011)[220]
  - Mais Subestimado (2011)[220]

### Lutas de Apostas
| Aposta                     | Vencedor      | Perdedor      | Local              | Data                 | Notas                                                                              |
| -------------------------- | ------------- | ------------- | ------------------ | -------------------- | ---------------------------------------------------------------------------------- |
| Contrato Money in the Bank | Dolph Ziggler | Chris Jericho | Fresno, Califórnia | 20 de agosto de 2012 | Jericho apostou seu contrato com a WWE                                             |
| Título vs Carreira         | Dolph Ziggler | The Miz       | Sacramento, CA     | 9 de outubro de 2016 | Dolph Ziggler colocou sua carreira em jogo pelo Título Intercontinental de The Miz |